# Baby Bonnie Hood
Baby Bonnie Hood, également connue sous le nom B. B. Hood (Bulleta au Japon) est un personnage de la série Darkstalkers, conçu par Akira "Akiman" Yasuda. Malgré son air innocent, mignon  (elle ressemble au Petit Chaperon rouge) et son très jeune âge (elle aurait entre 10 et 14 ans) elle se révèle en fait être une psychopathe meurtrière. Elle exerce la profession de chasseur de primes, elle traque plus précisément des monstres (darkstalkers) par pur appât du gain. Seul personnage jouable véritablement humain de la série son immoralité et son ambition dévorante pour l'argent la rendent finalement plus sinistre que les monstres qu'elle côtoie.

## Métier
Le job de B. B. Hood provient des très nombreuses créatures qui se sont échappées du Makai (monde des démons) pour rejoindre le monde des humains. Ces créatures font depuis lors l'objet d'un vif intérêt de la part des humains, qu'il soit scientifique ou autre: articles de décoration, matériaux inexistants dans notre monde (tel que le liquide et le sang tirés des organes internes des créatures du Makai) présentant un grand intérêt dans le cadre de la recherche d'armes biologiques… Les Darkhunters sont là pour répondre à cette demande nouvelle.
Ces chasseurs d'un genre nouveau tirent une récompense pécuniaire plus ou moins importante suivant le type de créature ramené. Le risque de cette chasse est notable mais compensé par les gains que l'on peut en tirer; il n'en demeure pas moindre car ces créatures sont extrêmement puissantes, une créature de classe C est capable d'éliminer à elle seule une armée entière de soldats d'élite. Les armes ne sont pas suffisantes pour vaincre de tels monstres capables d'empoisonner les hommes de leur aura maléfique et d'altérer ainsi leur santé mentale, un cœur sombre est nécessaire pour leur faire face.
On dit qu'il existe des centaines de Darkhunters dans le monde, de niveau divers: certains peuvent tout juste tuer une bête sauvage du Makai, la plus faible des créatures, et seraient bien incapable de songer ne serait-ce qu'un instant à chasser un Darkstalker, la plus puissante.
Au sein de ces chasseurs B. B. Hood constitue l'élite, c'est une chasseuse de rang supérieur: "spécial S-Class".
Son seul regard peut apeurer un Darkstalker et elle est en mesure de contrer de nombreux types d'attaques physiques. On dit que c'est une Darkhunter née. Son cœur malicieux s'est révélé suffisamment sombre pour que Jedah la prenne pour un darkstalker et la transporte dans le Majigen (une dimension alternative cauchemardesque) en tant qu'âme digne. Lorsqu'il l'a éveillé dans le Majigen elle a regardé autour d'elle et s'est écrié "Hey, ils sont tous pour moi… ça faisait longtemps que j'avais pas eu autant de travail."

## Habitudes
- Assister à la réunion de la branche alpine de la guilde des chasseurs de l’Europe du Nord afin de sécuriser les maigres profits potentiels et de maintenir un contact avec ses confrères chasseurs.
- Se procurer illégalement des armes de première main car un travail de première classe exige de bons outils.
- Bien entretenir ses armes portatives chez elle, pour n'importe quel chasseur la défaillance est suicidaire.
- Concocter des mélanges de poudre innovants pour ses mines terrestres, la recherche continue est un signe de professionnalisme.
- Se rendre en ville pour acheter de la nourriture et des vêtements, passer voir Mère-grand pour faire ses courses (son côté fille peut ici être aperçu).
- S’entraîner au contrôle de tir, en tirant par exemple sur cinquante cibles tout en courant un cent mètres. L'entrainement de base est la fondation du niveau avancé, on ne doit jamais oublier de retourner aux fondamentaux.
- Utiliser le satellite "catastrophe", un satellite militaire de camouflage, pour collecter des informations sur les Darkstalkers. La collecte de données est la clé d'une bonne gestion commerciale du chasseur. Tous les moyens sont bons pour éliminer sa cible.
- Participer deux fois par an au grand tournoi des chasseurs de monstres : une cible est détectée, annoncée et le premier chasseur à la débusquer gagne. Seuls les meilleurs chasseurs sont admis à ce tournoi.

## Compagnons
Elle est souvent accompagnée de son jeune chien Harry, âgé de deux ans. Les deux grands chasseurs qui apparaissent lors de sa furie s'appellent John et Arthur.

## Techniques et coups spéciaux
Contrairement aux autres personnages de Darkstalkers elle n'a pas de capacités spéciales mais compte sur sa grande maîtrise d'un nombre important d'armes militaires.
Elle dissimule une quasi infinité de ces armes dans son innocent panier en oseille, qui peut aussi servir de lance-roquette. Elle privilégie cependant l'utilisation de ses Uzi, de son couteau Spetsnaz et peut à loisir sortir des mines terrestres de ses poches. Gentille et naïve petite fille en apparence, c'est en fait un puissant combattant hautement psychotique redouté par les plus faibles Darkstalkers.

## Apparitions
- Darkstalkers
- Cannon Spike
- Marvel vs. Capcom 2: New Age of Heroes
- SNK vs. Capcom: The Match of the Millennium
- SNK vs. Capcom: Card Fighters Clash (jeu vidéo de cartes à collectionner)
- SNK vs. Capcom: Card Fighters Clash 2
- Capcom Fighting Evolution (Caméo)
- Super Gem Fighter: Mini Mix (Caméo)